# Premio Carlos Fuentes
Il Premio Internazionale Carlos Fuentes per la creazione letteraria in lingua spagnola (Premio Internacional Carlos Fuentes a la Creación Literaria en el Idioma Español) è un riconoscimento letterario assegnato con l'intento di "...riconoscere l'opera di coloro che, attraverso i loro testi, magnificano la patria e arricchiscono la letteratura universale con le loro poesie, romanzi, saggi e racconti che stimolano la fantasia e il senso critico del lettore".
Istituito nel 2011 dal Consiglio Nazionale per la Cultura e le Arti (Conaculta) in onore dello scrittore messicano Carlos Fuentes, è assegnato l'11 novembre, giorno del compleanno dell'autore e riconosce a ciascun vincitore una somma di 125000 dollari.

## Albo d'oro
| Anno | Autore              | Nazionalità                         | Note   |
| ---- | ------------------- | ----------------------------------- | ------ |
| 2012 | Mario Vargas Llosa  | Perù (bandiera) · Spagna (bandiera) | [ 4 ]  |
| 2014 | Sergio Ramírez      | Nicaragua (bandiera)                | [ 5 ]  |
| 2016 | Eduardo Lizalde     | Messico (bandiera)                  | [ 6 ]  |
| 2018 | Luis Goytisolo      | Spagna (bandiera)                   | [ 7 ]  |
| 2019 | Luisa Valenzuela    | Argentina (bandiera)                | [ 8 ]  |
| 2020 | Diamela Eltit       | Cile (bandiera)                     | [ 9 ]  |
| 2022 | Margo Glantz        | Messico (bandiera)                  | [ 10 ] |
| 2023 | Elena Poniatowska   | Messico (bandiera)                  | [ 11 ] |
| 2024 | Luis García Montero | Spagna (bandiera)                   | [ 12 ] |